# باکره آمریکایی (فیلم ۲۰۰۰)
باکره آمریکایی (به انگلیسی: American Virgin) فیلمی محصول سال ۲۰۰۰ و به کارگردانی ژان پیر ماروی است. در این فیلم بازیگرانی همچون مینا سوواری، باب هاسکینز، رابرت لوجا، ران جرمی، سالی کلرمن، برایان بلوم، اکتاویا اسپنسر، مایکل کادلیتز، فردا فوه شن، کری آن اینابا، ران جرمی، لمانت جانسون، اسای مورالس و گابریل مان ایفای نقش کرده‌اند.